# Goldhawk Road (metrostation)
Goldhawk Road is een station van de metro van Londen aan de Hammersmith & City Line en de Circle Line dat is geopend in 1914. Hoewel de lijn hier op 13 juni 1864 werd geopend, werd op deze locatie pas op 1 april 1914 een station geopend toen het station Shepherd's Bush, sinds 2008 Shepherd's Bush Market, werd verplaatst van de oorspronkelijke locatie tussen Uxbridge Road en Goldhawk Road naar een locatie aan de noordkant van Uxbridge Road.

## Ligging en inrichting

Kaart met de verschillende metrostations rond Shepherd's Bush in de loop van de tijd

In de hal staan 2 kaartautomaten, de grotere is een zogeheten Multi Fare Machine (MFM) die bankbiljetten accepteert £ 20 en geeft wisselgeld van 10p, 50p, £ 1 en £ 2 munten. De kleinere automaat, bekend als Advance Fare Machine (AFM), geeft geen wisselgeld en accepteert te veel betaalde bedragen tot 30 pence. Beide machines accepteren de meeste gangbare creditcards en betaalpassen. Om fraude te helpen bestrijden, kunnen afzonderlijke kaarten echter slechts eenmaal per dag worden gebruikt. Deze machines zijn de standaard voorziening van de London Underground op alle door LU geëxploiteerde stations. De actuele informatie over de metrodiensten wordt op schermen weergegeven en wordt bijgewerkt door de verkeersleiding van de metro.Sinds 9 oktober 2014 is een koffieverkooppunt in het station gevestigd. 
Direct aan de overkant van Goldhawk Road is de zuidelijke ingang van de Shepherd's Bush Market, een openluchtmarkt die zich uitstrekt tot het gelijknamige metrostation. Een traditionele Pie and mash winkel ligt vrijwel tegenover het station aan de andere kant van de Goldhawk Road, net als verschillende andere eet- en drinkgelegenheden.
Het station iligt op een korte wandeling van en naar de voetbalclub Queens Park Rangers aan Loftus Road.
De historische muzieklocatie die bekend staat als het O2 Shepherd's Bush Empire ligt op korte loopafstand van het station, oorspronkelijk geopend in 1903 voor impresario Oswald Stoll, ontworpen door theaterarchitect Frank Matcham.

## Fotoarchief
- Photographic Archive. London Transport Museum. Gearchiveerd op 18 maart 2008. 
  - Goldhawk Road in 1937
  - Goldhawk Road in 1978
  - Goldhawk Road in 2001

Hammersmith · 
Goldhawk Road · 
Shepherd's Bush Market ·
Wood Lane · 
Latimer Road · 
Ladbroke Grove · 
Westbourne Park · 
Royal Oak · 
Paddington · 
Edgware Road · 
Baker Street · 
Great Portland Street · 
Euston Square · 
King's Cross St. Pancras · 
Farringdon · 
Barbican · 
Moorgate · 
Liverpool Street · 
Aldgate East · 
Whitechapel · 
Stepney Green · 
Mile End · 
Bow Road · 
Bromley-by-Bow · 
West Ham · 
Plaistow · 
Upton Park · 
East Ham · 
Barking
Hammersmith · 
Goldhawk Road · 
Shepherd's Bush Market · 
Wood Lane · 
Latimer Road · 
Ladbroke Grove · 
Westbourne Park · 
Royal Oak · 
Paddington · 
Edgware Road · 
Baker Street · 
Great Portland Street · 
Euston Square · 
King's Cross St. Pancras · 
Farringdon · 
Barbican · 
Moorgate · 
Liverpool Street · 
Aldgate · 
Tower Hill · 
Monument · 
Cannon Street · 
Mansion House · 
Blackfriars · 
Temple · 
Embankment · 
Westminster · 
St. James's Park · 
Victoria · 
Sloane Square · 
South Kensington · 
Gloucester Road · 
High Street Kensington · 
Notting Hill Gate · 
Bayswater · 
Paddington · 
Edgware Road